# Nuoto ai Giochi della XV Olimpiade - 400 metri stile libero maschili
La competizione 400 metri stile libero maschili di nuoto dei Giochi della XV Olimpiade si è svolta nei giorni 26 e 27 luglio 1952 allo stadio olimpico del nuoto di Helsinki.

## Programma
| Data           | Round      | Note                                |
| -------------- | ---------- | ----------------------------------- |
| 28 luglio 1952 | Batterie   | I migliori 24 tempi alle semifinali |
| 29 luglio 1952 | Semifinali | I migliori 8 tempi alla finale      |
| 30 luglio 1952 | Finale     |                                     |

## Risultati

### Batterie
| Pos. | Atleta                | Nazione       | Tempo Ufficiale | Posizione finale |
| ---- | --------------------- | ------------- | --------------- | ---------------- |
| 1    | John Caldwell Wardrop | Gran Bretagna | 4'43"7          | 4                |
| 2    | Yasuo Tanaka          | Giappone      | 4'44"3          | 6                |
| 3    | Gotfryd Gremlowski    | Polonia       | 4'49"0          | 13               |
| 4    | Joseph Bernardo       | Francia       | 4'53"5          | 18               |
| 5    | Pentti Ikonen         | Finlandia     | 4'55"7          | 26               |
| 6    | Geoffrey Marks        | Ceylon        | 5'15"2          | 43               |
| 7    | Georg Mascetti        | Saar          | 5'31"2          | 49               |

| Pos. | Atleta                    | Nazione                                                                   | Tempo Ufficiale | Posizione finale |
| ---- | ------------------------- | ------------------------------------------------------------------------- | --------------- | ---------------- |
| 1    | Hironoshin Furuhashi      | Giappone                                                                  | 4'43"3          | 3                |
| 2    | Viktor Drobinsky          | Unione Sovietica                                                          | 4'56"5          | 28               |
| 3    | Neo Chwee Kok             | Singapore                                                                 | 4'57"5          | 30               |
| 4    | Eduardo Priggione         | Uruguay                                                                   | 5'12"1          | 41               |
| 5    | Walter Bardgett           | Bermuda                                                                   | 5'18"0          | 46               |
| 6    | Francisco Xavier Monteiro | [[Template:AggNaz/HKG 1910-1955 ai Giochi della XV Olimpiade\|Hong Kong]] | 5'21"6          | 47               |

| Pos. | Atleta                   | Nazione     | Tempo Ufficiale | Posizione finale |
| ---- | ------------------------ | ----------- | --------------- | ---------------- |
| 1    | James McLane             | Stati Uniti | 4'46"5          | 10               |
| 2    | Dennis Ford              | Sudafrica   | 4'50"2          | 14               |
| 3    | Allen Gilchrist          | Canada      | 4'52"5          | 16               |
| 4    | Enrique Granados         | Spagna      | 4'53"7          | 20               |
| 5    | Federico Zwanck          | Argentina   | 4'56"4          | 27               |
| 6    | Ricardo Esberad Capanema | Brasile     | 5'09"5          | 39               |
| 7    | Walter Schneider         | Svizzera    | 5'27"3          | 48               |

| Pos. | Atleta                | Nazione                                                                   | Tempo Ufficiale | Posizione finale |
| ---- | --------------------- | ------------------------------------------------------------------------- | --------------- | ---------------- |
| 1    | Jean Boiteux          | Francia                                                                   | 4'45"1          | 7                |
| 2    | Graham Johnston       | Sudafrica                                                                 | 4'52"3          | 15               |
| 3    | Anatoly Raznochintsev | Unione Sovietica                                                          | 4'56"8          | 29               |
| 4    | Peter Steinwender     | Austria                                                                   | 5'03"6          | 31               |
| 5    | Peter Head            | Gran Bretagna                                                             | 5'04"2          | 32               |
| 6    | Cheung Kin Man        | [[Template:AggNaz/HKG 1910-1955 ai Giochi della XV Olimpiade\|Hong Kong]] | 5'11"4          | 40               |

| Pos. | Atleta                  | Nazione     | Tempo Ufficiale | Posizione finale |
| ---- | ----------------------- | ----------- | --------------- | ---------------- |
| 1    | György Csordás          | Ungheria    | 4'45"7          | 8                |
| 2    | Ford Konno              | Stati Uniti | 4'47"9          | 12               |
| 3    | Joris Tjebbes           | Paesi Bassi | 4'54"4          | 22               |
| 4    | Carlos Alberto Bonacich | Argentina   | 5'06"3          | 34               |
| 5    | Per Olsen               | Norvegia    | 5'08"6          | 36               |
| 6    | Pentti Paatsalo         | Finlandia   | 5'09"3          | 38               |
| 7    | Robert Cook             | Bermuda     | 5'15"4          | 44               |

| Pos. | Atleta           | Nazione   | Tempo Ufficiale | Posizione finale |
| ---- | ---------------- | --------- | --------------- | ---------------- |
| 1    | Per-Olof Östrand | Svezia    | 4'38"6          | 1                |
| 2    | Gusztáv Kettesi  | Ungheria  | 4'53"0          | 17               |
| 3    | Garrick Agnew    | Australia | 4'55"5          | 24               |
| 4    | Roar Woldum      | Norvegia  | 5'14"4          | 42               |
| 5    | Einari Aalto     | Finlandia | 5'15"8          | 45               |

| Pos. | Atleta           | Nazione       | Tempo Ufficiale | Posizione finale |
| ---- | ---------------- | ------------- | --------------- | ---------------- |
| 1    | Tetsuo Okamoto   | Brasile       | 4'46"1          | 9                |
| 2    | John Marshall    | Australia     | 4'46"8          | 11               |
| 3    | Gerald McNamee   | Canada        | 4'53"5          | 18               |
| 4    | Alfredo Yantorno | Argentina     | 4'54"5          | 23               |
| 5    | Ronald Burns     | Gran Bretagna | 4'55"2          | 25               |
| 6    | Nguyễn Văn Phan  | Vietnam       | 5'36"5          | 50               |

| Pos. | Atleta           | Nazione     | Tempo Ufficiale | Posizione finale |
| ---- | ---------------- | ----------- | --------------- | ---------------- |
| 1    | Wayne Moore      | Stati Uniti | 4'43"2          | 2                |
| 2    | Peter Duncan     | Sudafrica   | 4'44"0          | 5                |
| 3    | Yoshio Tanaka    | Giappone    | 4'54"0          | 21               |
| 4    | Angelo Romani    | Italia      | 5'05"1          | 33               |
| 5    | René Million     | Francia     | 5'07"0          | 35               |
| 6    | Fernando Madeira | Portogallo  | 5'08"6          | 36               |
| 7    | Muhammad Ramzan  | Pakistan    | 5'45"7          | 51               |

### Semifinali
| Pos. | Atleta                | Nazione       | Tempo Ufficiale | Posizione finale |
| ---- | --------------------- | ------------- | --------------- | ---------------- |
| 1    | Jean Boiteux          | Francia       | 4'33"1          | 1                |
| 2    | Per-Olof Östrand      | Svezia        | 4'33"6          | 2                |
| 3    | John Caldwell Wardrop | Gran Bretagna | 4'41"1          | 4                |
| 4    | James McLane          | Stati Uniti   | 4'42"2          | 7                |
| 5    | Graham Johnston       | Sudafrica     | 4'45"5          | 10               |
| 6    | Gotfryd Gremlowski    | Polonia       | 4'47"4          | 13               |
| 7    | Yoshio Tanaka         | Giappone      | 4'48"0          | 14               |
| 8    | Joris Tjebbes         | Paesi Bassi   | 5'01"9          | 21               |

| Pos. | Atleta           | Nazione     | Tempo Ufficiale | Posizione finale |
| ---- | ---------------- | ----------- | --------------- | ---------------- |
| 1    | Wayne Moore      | Stati Uniti | 4'42"0          | 6                |
| 2    | Yasuo Tanaka     | Giappone    | 4'44"9          | 9                |
| 3    | Gerald McNamee   | Canada      | 4'46"7          | 12               |
| 4    | John Marshall    | Australia   | 4'50"3          | 15               |
| 5    | Dennis Ford      | Sudafrica   | 4'53"6          | 17               |
| 6    | Joseph Bernardo  | Francia     | 4'56"0          | 19               |
| 7    | Alfredo Yantorno | Argentina   | NP              |                  |
| 8    | Garrick Agnew    | Australia   | NP              |                  |

| Pos. | Atleta               | Nazione     | Tempo Ufficiale | Posizione finale |
| ---- | -------------------- | ----------- | --------------- | ---------------- |
| 1    | Ford Konno           | Stati Uniti | 4'38"6          | 3                |
| 2    | Peter Duncan         | Sudafrica   | 4'41"7          | 5                |
| 3    | Hironoshin Furuhashi | Giappone    | 4'44"2          | 8                |
| 4    | Tetsuo Okamoto       | Brasile     | 4'46"2          | 11               |
| 5    | Allen Gilchrist      | Canada      | 4'52"4          | 16               |
| 6    | Gusztáv Kettesi      | Ungheria    | 4'54"2          | 18               |
| 7    | Enrique Granados     | Spagna      | 4'56"2          | 20               |
| 8    | György Csordás       | Ungheria    | NP              |                  |

### Finale
| Pos.    | Atleta                | Nazione       | Tempo  |
| ------- | --------------------- | ------------- | ------ |
| Oro     | Jean Boiteux          | Francia       | 4'30"7 |
| Argento | Ford Konno            | Stati Uniti   | 4'31"3 |
| Bronzo  | Per-Olof Östrand      | Svezia        | 4'35"2 |
| 4       | Peter Duncan          | Sudafrica     | 4'37"9 |
| 5       | John Caldwell Wardrop | Gran Bretagna | 4'39"9 |
| 6       | Wayne Moore           | Stati Uniti   | 4'40"1 |
| 7       | James McLane          | Stati Uniti   | 4'40"3 |
| 8       | Hironoshin Furuhashi  | Giappone      | 4'42"1 |